# 高木助一
高木 助一 （たかぎ すけかず、1863年7月6日（文久3年5月21日） - 1920年（大正9年）2月8日）は、帝国海軍に所属した明治時代の日本の海軍少将である。

## 来歴
薩摩藩士の高木秀明の子として生まれ、高木市助の養子となる。高木家の初代は九郎左衛門といった。1882年に海軍兵学校（9期）を卒業し「清輝」に乗船。日清戦争には「扶桑」分隊長として従軍。1902年に「比叡」、1903年に「千歳」の艦長に就任し、日露戦争においてはコルサコフ海戦で二等巡洋艦「ノヴィーク」を航行不能とした。また日本海海戦では駆逐艦「ベズプリョーチヌイ」を「有明」とともに追撃、撃沈した。戦後は『運用術参考書』を編纂、「見島」、「鎮遠」艦長を経て舞鶴予備艦隊司令官となり、1912年予備役。

## 栄典
位階
- 1885年（明治18年）10月26日 - 正八位[1]
- 1890年（明治23年）10月15日 - 従七位[2]
- 1891年（明治24年）12月16日 - 正七位[3]
- 1897年（明治30年）3月1日 - 従六位[4]
- 1898年（明治31年）3月21日 - 正六位[5]
- 1903年（明治36年）3月30日 - 従五位[6]
- 1908年（明治41年）5月11日 - 正五位[7]
- 1912年（大正元年）12月28日 - 従四位[8]

勲章
- 1894年（明治27年）11月24日 - 勲六等瑞宝章[9]
- 1895年（明治28年）11月18日 - 単光旭日章・功五級金鵄勲章[10]
- 1915年（大正4年）11月10日 - 大礼記念章（大正）[11]

## 編著
- 『運用術参考書』（軍港堂、1907年）